# Станислас Дарондо
Станислас-Енри-Беноа Дарондо (фр. Stanislas-Henri-Benoit Darondeau; Париз, 4. април 1807 — Брест, 12. јул 1842) био је француски сликар, цртач и инжењер, рођен у Паризу 1807. Музичар Хенри Дарондо био је његов отац, а Беноа Дарондо један од његове браће.

## Биографија
Излагао је своје слике у Салону у Паризу између 1827. и 1841. Његова слика одражава оријенталистички покрет великог интереса на Блиском истоку. Обишао је свет између фебруара 1836. и новембра 1837. под окриљем Огиста Николаса Валанта (1793–1858), дајући многе илустрације Француске Полинезије и Хаваја. 1841-42, учествовао је у афричкој експедицији под водством капетана Луја Едуарда Боет-Виљамеза на броду Нисус. 
Дарондо је умро у Бресту у Француској 1841.
Музеј уметности у Хонолулу и Musée des Beaux-Arts de Bordeaux су међу јавним колекцијама у којима се налазе дела Станисласа-Енри-Беноа Даронда.